# Syzeuctus multipictus
Syzeuctus multipictus är en stekelart som först beskrevs av Henri Saussure 1892.  Syzeuctus multipictus ingår i släktet Syzeuctus och familjen brokparasitsteklar. Inga underarter finns listade i Catalogue of Life.